# Diglossa major
A Diglossa duidae a madarak osztályának verébalakúak (Passeriformes) rendjébe és a tangarafélék (Thraupidae) családjába tartozó faj.

## Rendszerezése
A fajt Jean Cabanis német ornitológus írta le 1849-ben.

## Alfajai
- Diglossa major chimantae Phelps & Phelps Jr, 1947
- Diglossa major disjuncta J. T. Zimmer & Phelps, 1944
- Diglossa major gilliardi Chapman, 1939
- Diglossa major major Cabanis, 1849[2]

## Előfordulása
Dél-Amerika északi részén, Brazília, Guyana és Venezuela területén honos. Természetes élőhelyei a szubtrópusi és trópusi hegyi esőerdők, magaslati gyepek és cserjések. Állandó, nem vonuló faj.

## Megjelenése
Testhossza 17 centiméter.

## Természetvédelmi helyzete
Az elterjedési területe korlátozott, egyedszáma ugyan csökken, de még nem éri el a kritikus szintet. A Természetvédelmi Világszövetség Vörös listáján nem fenyegetett fajként szerepel.